# Sudan Social Development Organization
Sudan Social Development Organization (SUDO) är en sudanesisk människorätts- och hjälporganisation grundad 2001 med huvudkontor i Khartoum. SUDO har varit verksam i större delen av landet, inte minst Darfur, med bland annat hälsofrämjande insatser, hjälp till internflyktingar, fredsbyggande insatser och försvar av mänskliga rättigheter genom övervakning av händelser och informationsspridning, utbildning, organisering och skydd av människorättsförsvarare, med mera.
SUDO:s grundare Mudawi Ibrahim Adam har för sina insatser uppmärksammats internationellt med priser, men upprepade gånger hamnat i sudanesiskt fängelse.
År 2009 tvingades SUDO av myndigheterna att avsluta all verksamhet och de fick sina tillgångar beslagtagna. Redan år 2010 beslutades i domstol att SUDO skulle få tillstånd att återuppta sin verksamhet och återfå sina beslagtagna tillgångar, men den ansvariga myndigheten vidtog inga åtgärder för verkställandet av beslutet. I mars samma år grundades i Storbritannien organisationen SUDO (UK), med liknande inriktning som SUDO och med Mudawi Ibrahim Adam som en av personerna bakom.